# PM Md. 1963
Pistolul-mitralieră, calibrul 7,62 mm, model 1963 este o armă individuală puternică fabricată în România de Uzina Mecanică Cugir. Pistolul-mitralieră este varianta autohtonă a automatului de fabricație sovietică AKM. PM Md. 1963 este de obicei ușor de recunoscut după ulucul specific prevăzut cu un al doilea mâner (diferit de mânerul-pistol). Ulucul poate fi înlocuit cu o variantă fără mâner în cazul dotării armei cu aruncătorul de grenade de mână AG-40 sau în cazul versiunilor destinate trupelor speciale.

## Prezentare generală

### Componente
Pistolul-mitralieră PM Md. 1963 este alcătuit din:
1. Țeavă (inclusiv cutia închizătorului, aparate de ochire și pat)
2. Capacul cutiei închizătorului
3. Portînchizător cu piston de gaze
4. Închizător
5. Recuperator
6. Tub de gaze cu apăratoarea mâinii
7. Mecanismul de dare a focului
8. Uluc
9. Încărcător
10. Baionetă-pumnal

PM Md. 1963 este însoțit de obicei de accesorii (pentru montare/demontare, curățare și ungere), curea și portîncărcător. Accesoriile constau într-o vergea, capul-câlți, o perie, o șurubelniță, un dorn, un bulon, un penar și un bidonaș. Arma nu este demontată complet decât în cazul unei expuneri prelungite la murdărie, apă, zăpadă, în cazul schimbării unsorii sau pentru reparații. Cel mai adesea, pistolul-mitralieră este demontat parțial, pentru a fi curățat, uns și verificat. Demontarea parțială se execută prin scoaterea încărcătorului, a penarului cu accesorii, vergelei, demontarea capacului cutiei închizătorului, demontarea recuperatorului, demontarea portînchizătorului cu închizătorului, scoaterea închizătorului din portînchizător și demontarea apărătorii mâinii și a tubului de gaze de la țeavă. Montarea are loc în ordine inversă.

### Mecanismul de funcționare
Mecanismul de funcționare este identic cu cel al automatului AKM și, respectiv, AK-47. Pentru a executa foc, arma necesită inserarea unui încărcător, tragerea mânerului de armare și eliberarea lui, ochirea și apăsarea trăgaciului. Pe partea dreaptă a armei se află o pârghie de siguranță cu trei poziții (de sus în jos): S (sigur), FA (foc automat, tragerea continuă până la epuizarea cartușelor din încărcător sau eliberarea trăgaciului) și FF (foc cu foc, necesită eliberarea trăgaciului pentru a executa o nouă tragere). În cazul variantelor de export pentru piața americană apar pozițiile (de sus în jos): S (safe), A (automatic), R (repetition). Mecanismul de funcționare al armei se bazează pe principiul împrumutului de gaze. După darea focului, în spatele glonțului se formează gaze care sunt deviate parțial în tubul de gaze printr-un orificiu. Aici, presiunea gazelor acționează pistonul de gaze, împingând portînchizătorul înapoi. Închizătorul, fiind deplasat spre înapoi, se deblochează de la țeavă și extrage cu o gheară specială tubul-cartuș din camera cartușului. Tubul-cartuș este azvârlit în afară de către aruncătorul de tuburi. Portînchizătorul, fiind în deplasare, comprimă arcul recuperator. Decomprimarea arcului recuperator determină reîntoarcerea portînchizătorului și închizătorului la poziția inițială. În timpul acestui proces, închizătorul antrenează cartușul din partea superioară a încărcătorului și îl împinge în camera cartușului.

## Variante

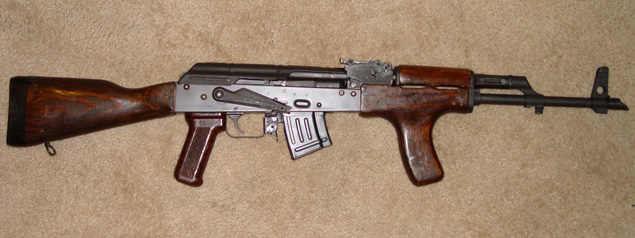
Versiunea semiautomată pentru Gărzile Patriotice (încărcător cu 10 cartușe).

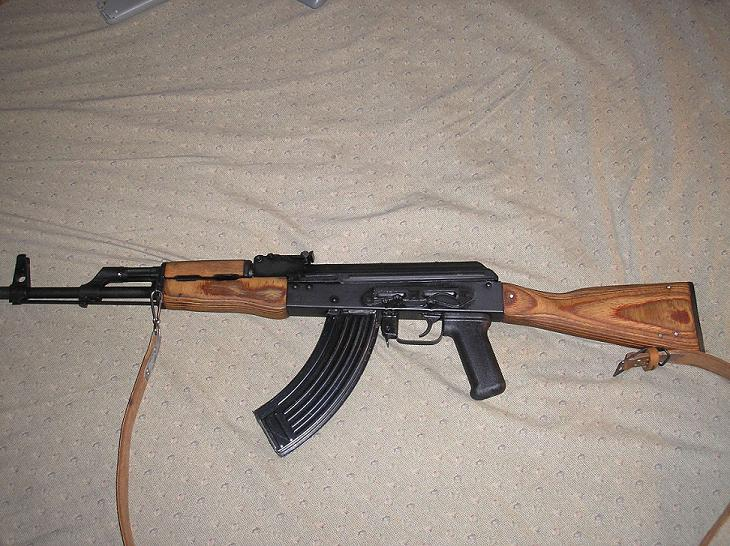
WASR-10, versiune semiautomată pentru piața civilă din SUA.

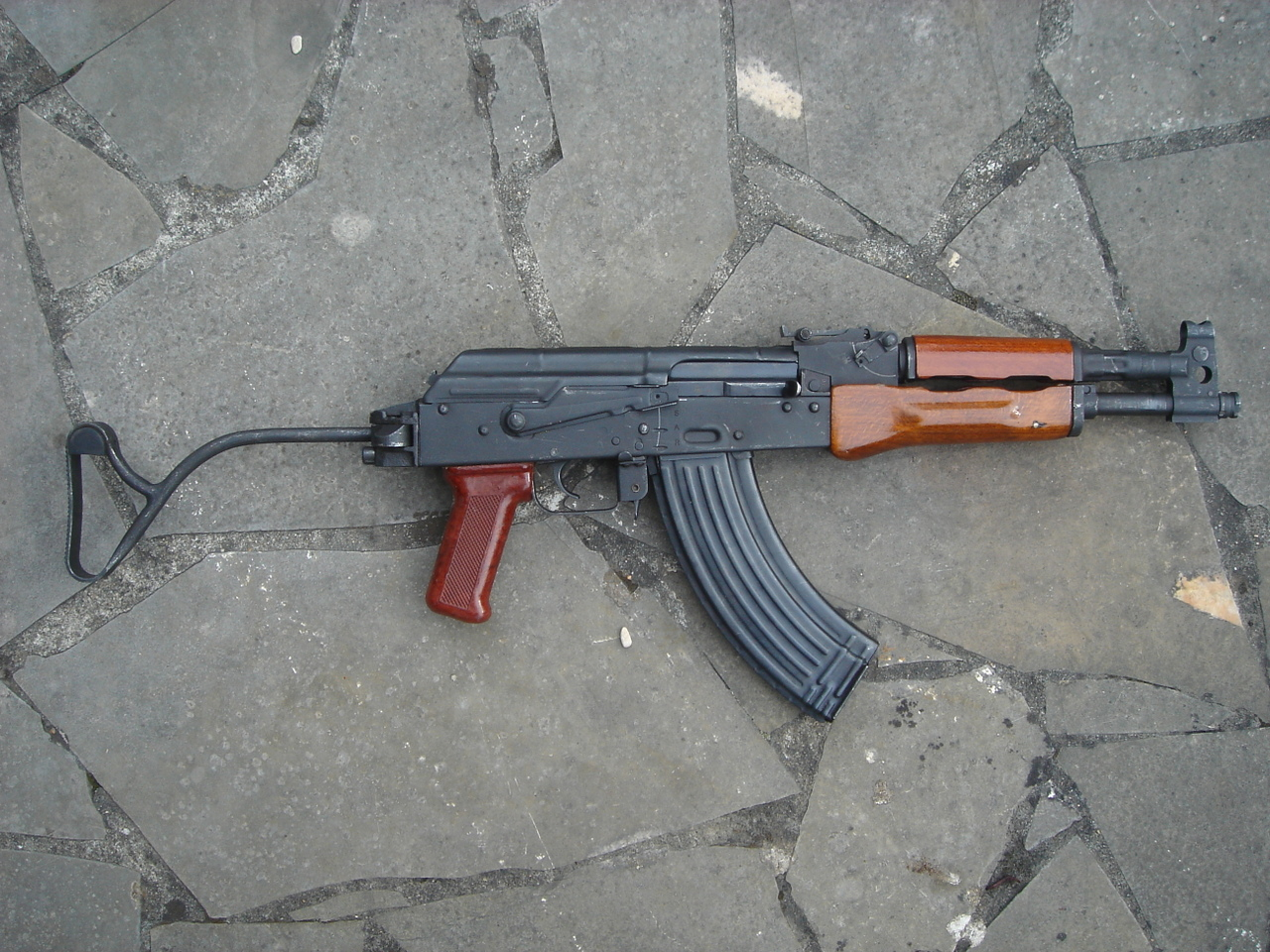
Carabina PM Md. 1990.

- PM Md. 1963 - modelul original, cu pat normal.
  - variantă semiautomată pentru Gărzile Patriotice.[8]
- PM Md. 1965 - modelul cu pat rabatabil. Ulucul are mânerul îndreptat spre înapoi, pentru a permite rabatarea patului sub armă.
- PM Md. 1990 - versiune cu pat rabatabil similar modelului PA Md. 1986.
  - Carabina PM Md. 1990 - versiune cu țeavă scurtă (302 mm) și uluc fără mâner.

### Denumiri export
Pe piața americană, PM Md. 1963 este cunoscută sub denumirea AIM (AIMS pentru PM Md. 1965), fiind o versiune semiautomată pentru a respecta legislația locală. Importatorii de arme de pe piața civilă americană folosesc denumiri diferite pentru AIM precum: SAR-1, WASR 10 (inclusiv varianta WASR-10/63), Romak 1 și WUM 1. STG-2000 și STG-2003, reproduceri semiautomate de calibrul 7,62×39mm ale automatului Wieger (varianta originală folosea calibrul 5,56×45mm NATO) conceput în Republica Democrată Germania, au la bază modelul WASR-10. Versiunea cu țeavă scurtă a PM Md. 1990 este denumită „Draco” și nu este dotată cu pat, fiind un pistol semiautomat conform legislației din Statele Unite ale Americii.

## Utilizare
PM Md. 1963 a fost folosit în:
- Problema irlandeză
- Războiul din Vietnam
- Războiul Civil Angolez
- Războiul Civil Libanez
- Revoluția nicaraguană
- Războiul Iran-Irak
- Insurgența Armatei Rezistenței Domnului
- Revoluția Română din 1989
- Războiul din Golf
- Războaiele iugoslave
- Conflictul din Transnistria
- conflictele contra insurgenților din Jammu și Cașmir
- Războiul Civil din Sierra Leone
- Primul Război Civil din Liberia
- Al Doilea Război Civil din Liberia
- Războiul din Afganistan (2001-2021)
- Războiul din Irak (2003-2011)
- Războiul din Irak (2014-2017)
- Războiul Civil Libian din 2011
- Războiul Civil Libian din 2014
- Războiul Civil Sirian
- Războiul Civil Yemenit din 2015

## Utilizatori
- Afganistan
- Angola
- Azerbaidjan
- Arabia Saudită
- Bangladesh
- Benin
- Burundi
- Bosnia și Herțegovina
- Republica Centrafricană
- Republica Democratică Congo
- Croația - folosite de Garda Națională Croată.[10]
- El Salvador
- Georgia
- Ghana
- India - 100 000 livrate în 1995.[11]
- Irak - [12]
- Israel - arme capturate de la Organizația pentru Eliberarea Palestinei, folosite de grăniceri.[13]
- Liban
- Libia
- Liberia - donate de statul român.[14]
- Macedonia de Nord
- Mali
- Maroc
- Mauritania
- Republica Moldova
- Mozambic
- Nicaragua
- Niger
- Nigeria
- Palestina
- Paraguay
- România
- Rwanda
- Sahara Occidentală
- Sierra Leone
- Siria
- Somalia
- Sudanul de Sud
- Statele Unite ale Americii - pentru instrucție (familiarizarea trupelor cu armele adversarului)[15] Soldații americani folosesc uneori exemplare capturate, iar unele echipe SAD (Special Activities Division, CIA) au fost dotate cu exemplare capturate PM Md. 1965 în timpul misiunilor din Afghanistan.[16]
- Uganda
- Vietnam - 8000 livrate în 1972.[17]
- Yemen - 200 au fost livrate Yemenului de Sud în 1973 ca parte a unui ajutor nerambursabil.[18]

Automate PM Md. 1963 au fost observate în dotarea unor miliții din Liban, ZAMLA din Zimbabwe, IRA din Irlanda de Nord (livrate de Libia), bosniecilor musulmani, rebelilor RUF și AFRC din Sierra Leone și Organizației pentru Eliberarea Palestinei.

### Entități nestatale
- Armata Republicană Irlandeză Provizorie (PIRA)
- Armata Rezistenței Domnului[24]
- Armata Siriană Liberă
- Hezbollah
- Statul Islamic

## Galerie foto

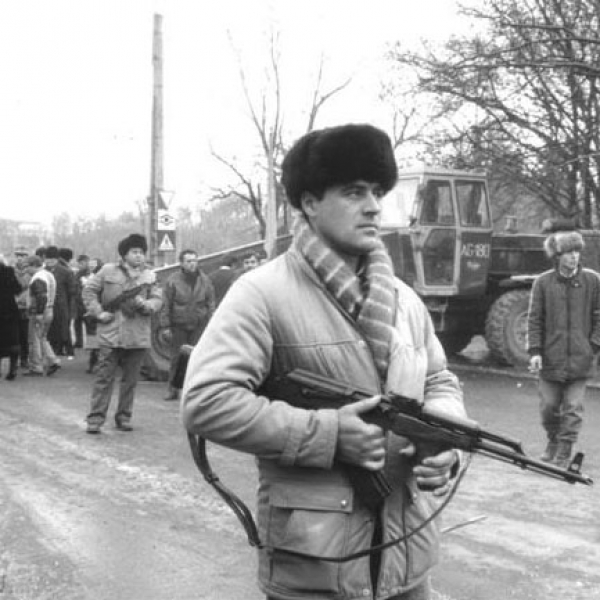
Un civil înarmat cu PM Md. 1963 în timpul Revoluției Române din 1989.
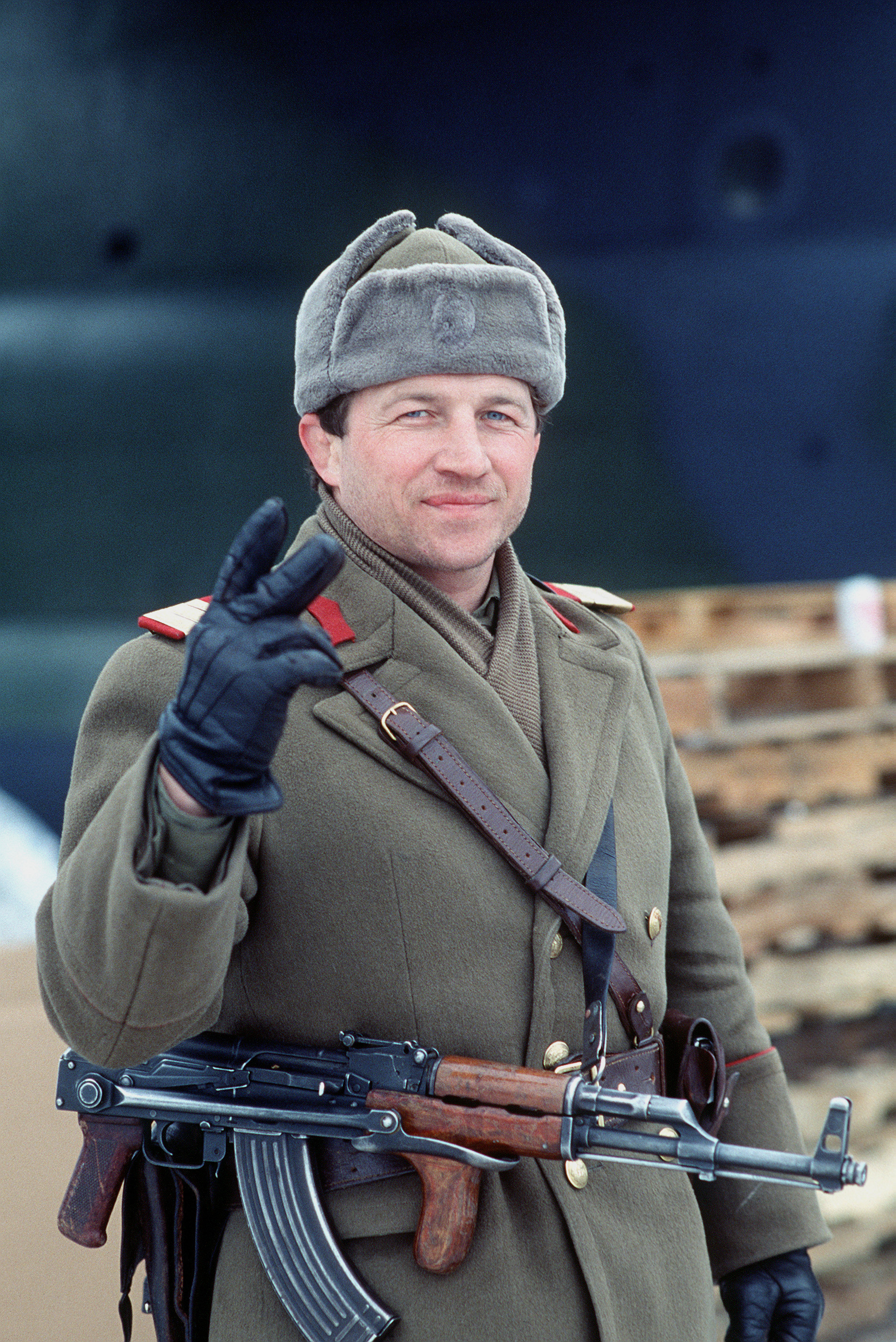
PM Md. 1965 cu patul rabatat (31 decembrie 1989).
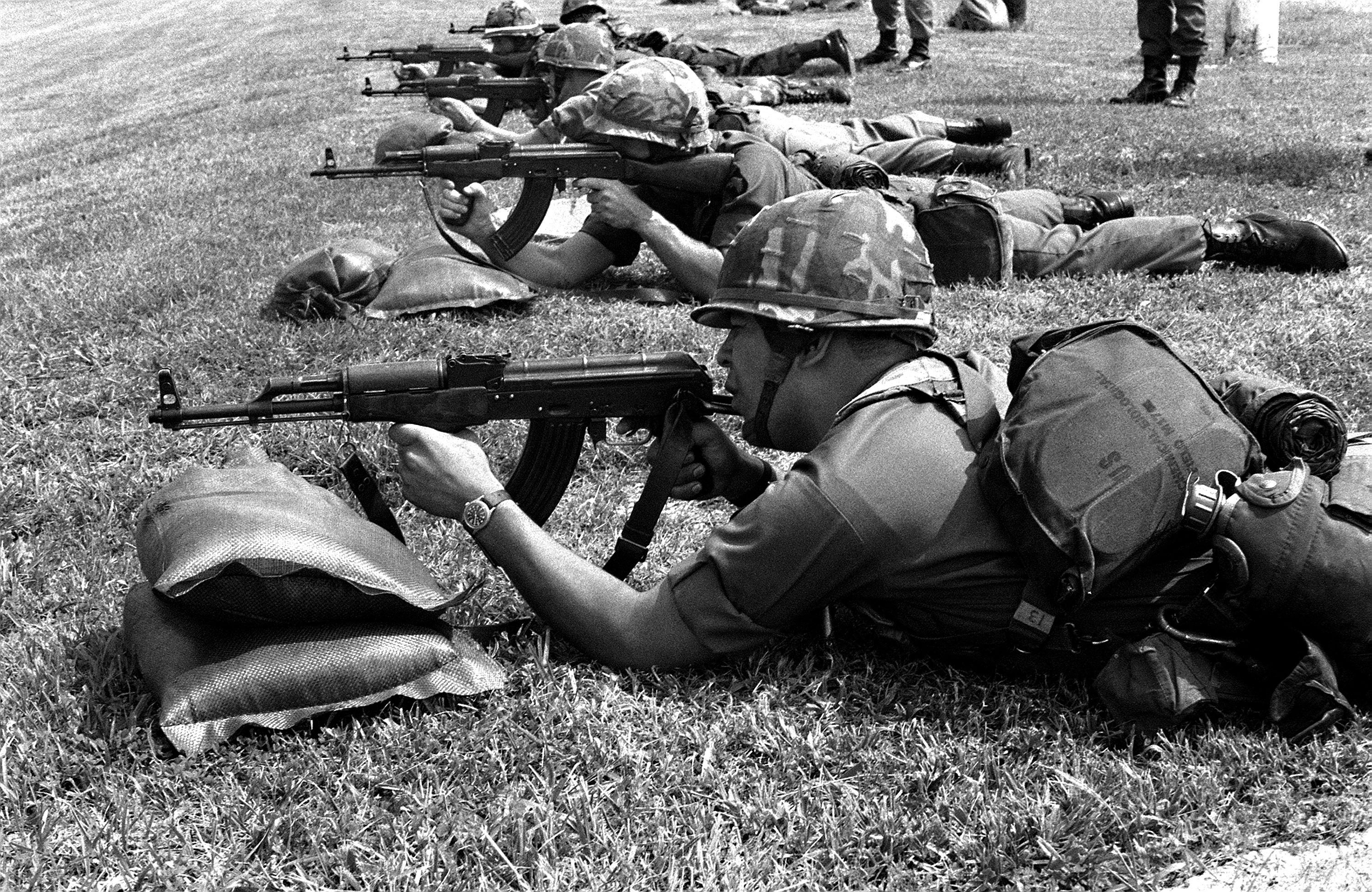
Soldați americani din OPFOR execută trageri cu PM Md. 1963 și Md. 1965 în anul 1982.
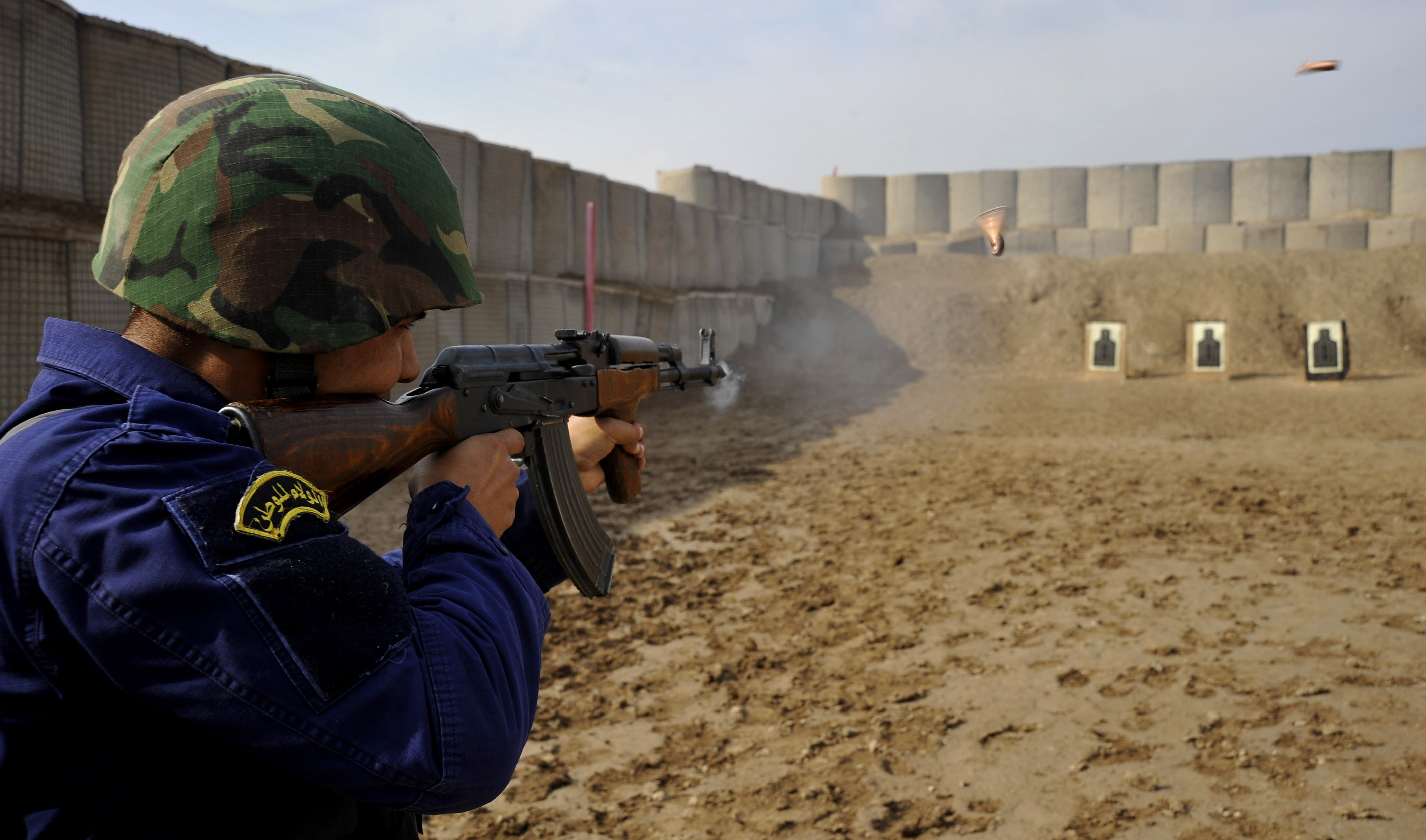
Un polițist irakian execută trageri cu PM Md. 1963 în poligon.
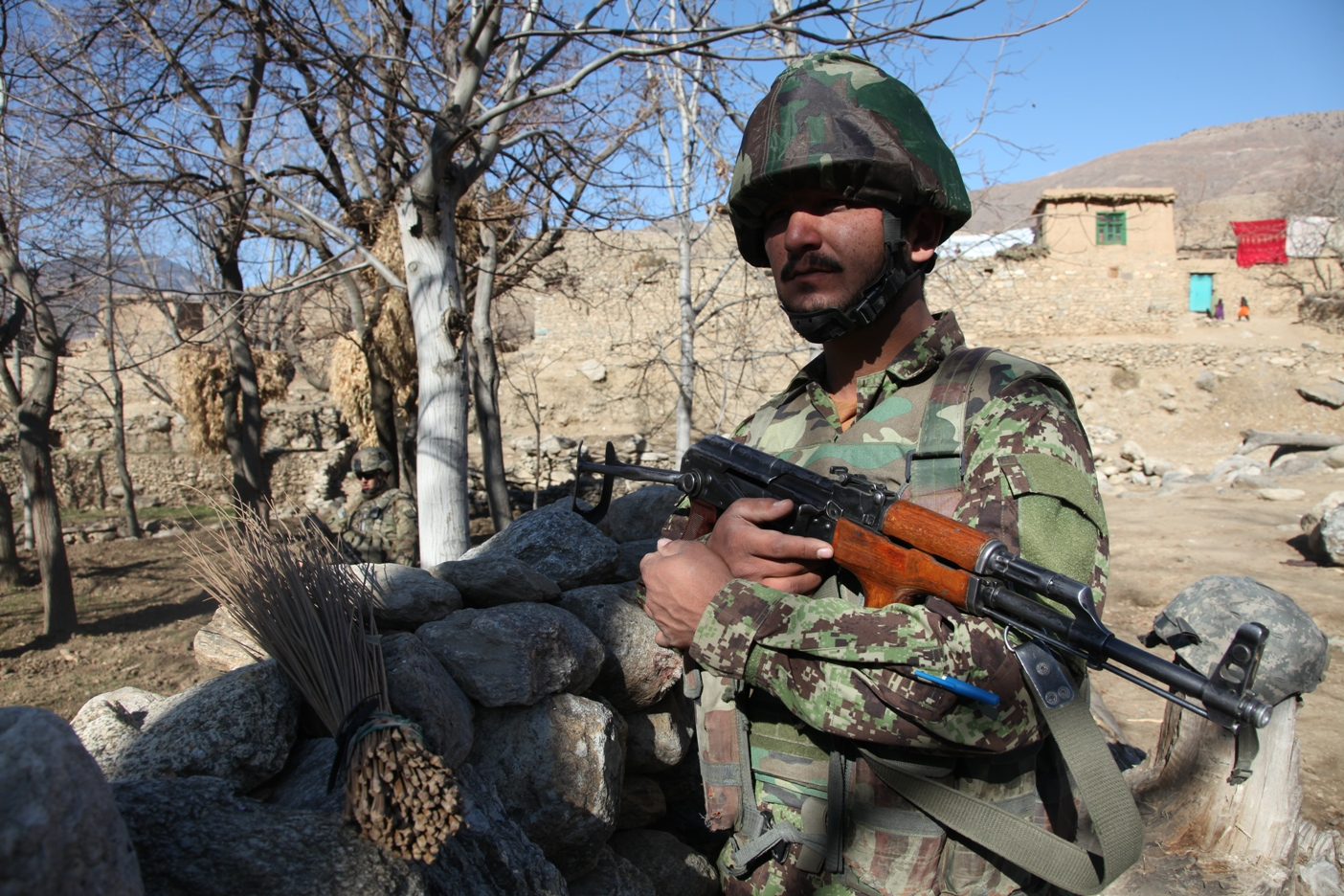
Un soldat afghan echipat cu PM Md. 1965.
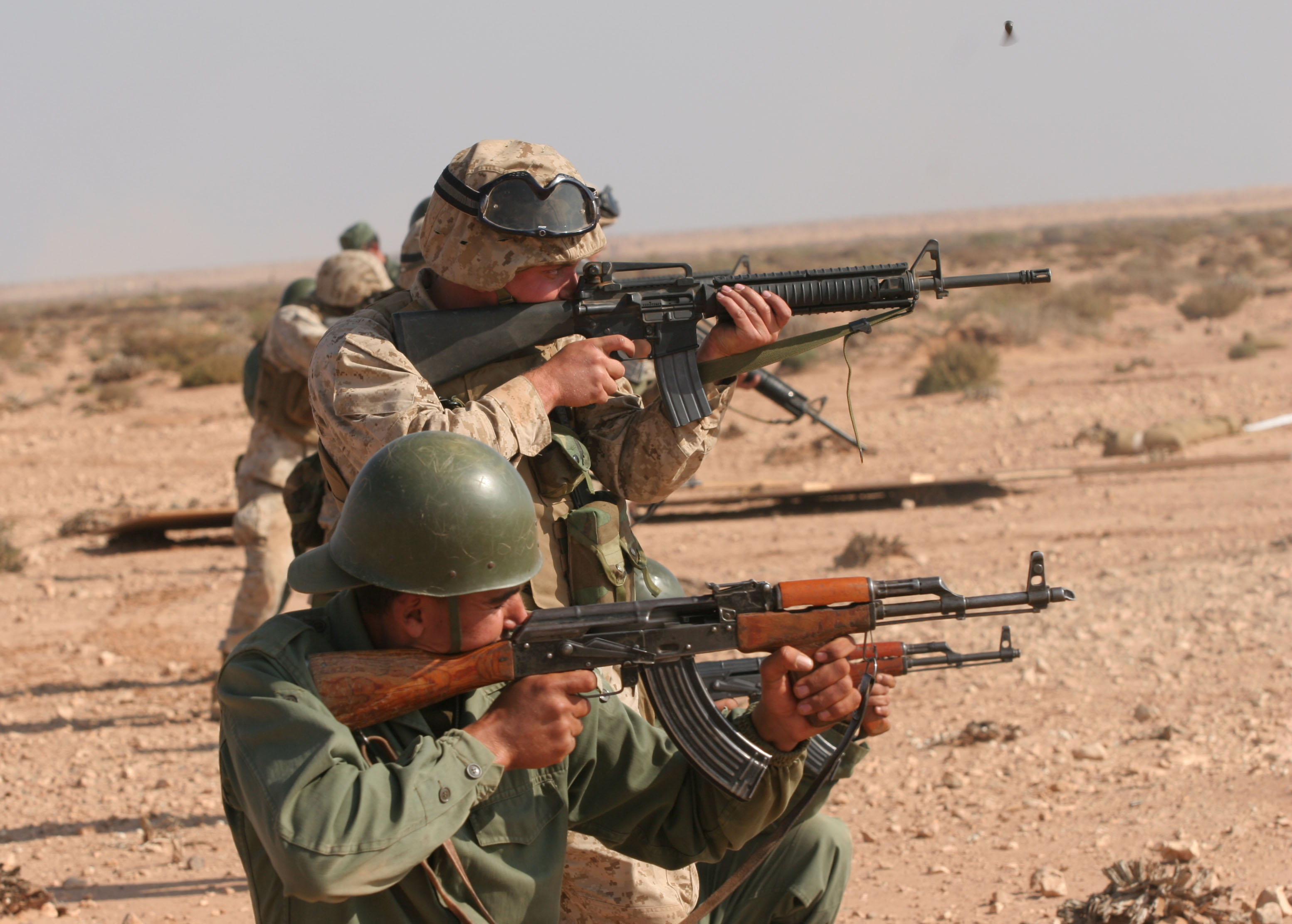
Un soldat marocan dotat cu PM Md. 1963 alături de un pușcaș marin american echipat cu M16A2.
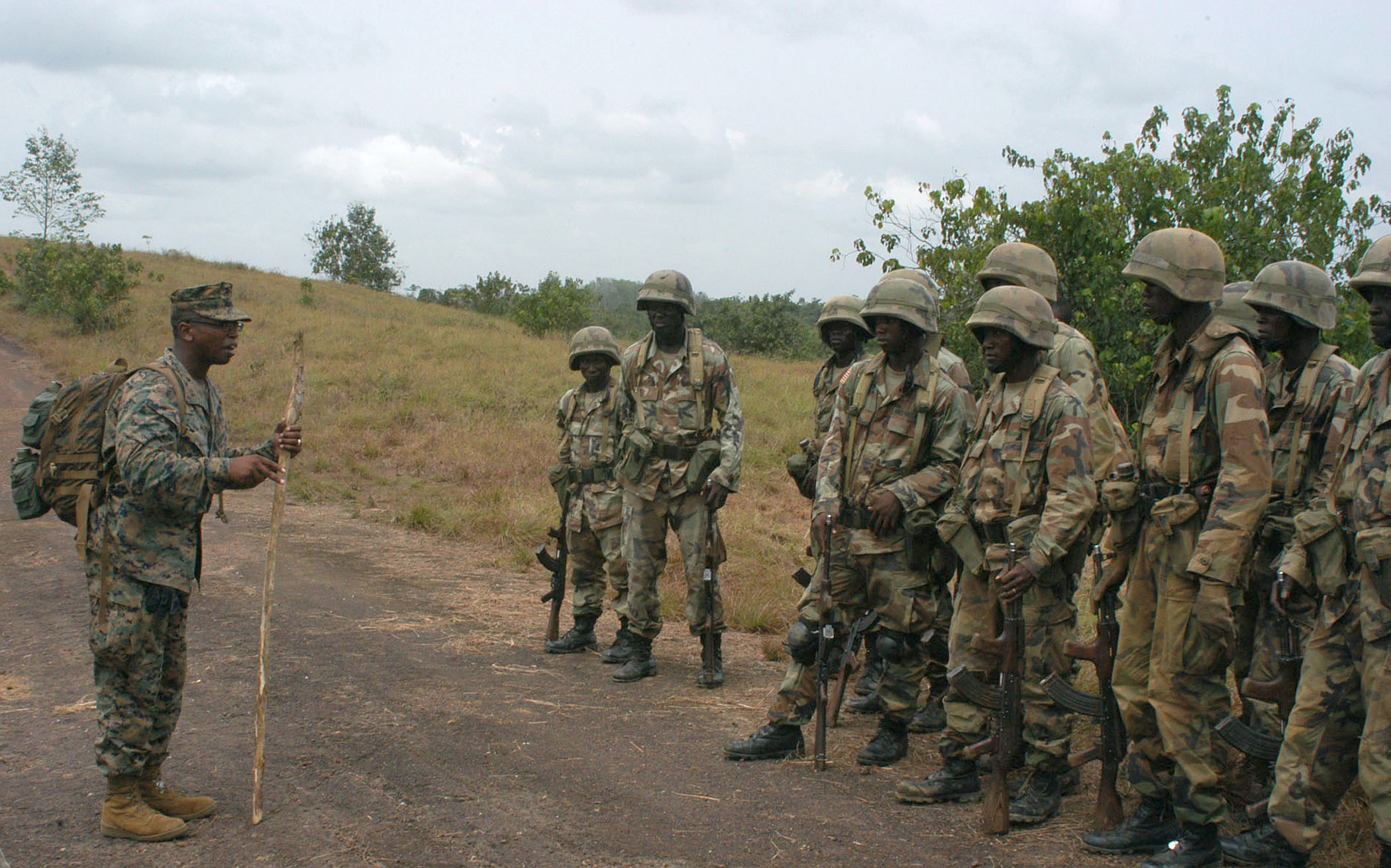
Soldați liberieni cu automate PM Md. 1963 donate de statul român.
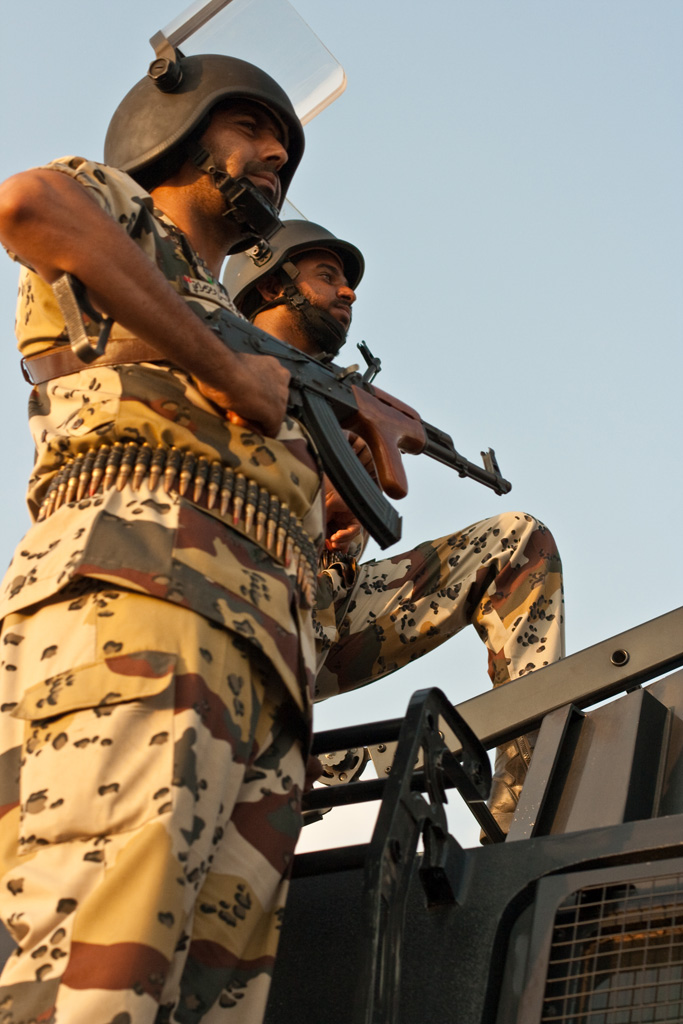
PM Md. 1990 folosite de poliția militară din Arabia Saudită.
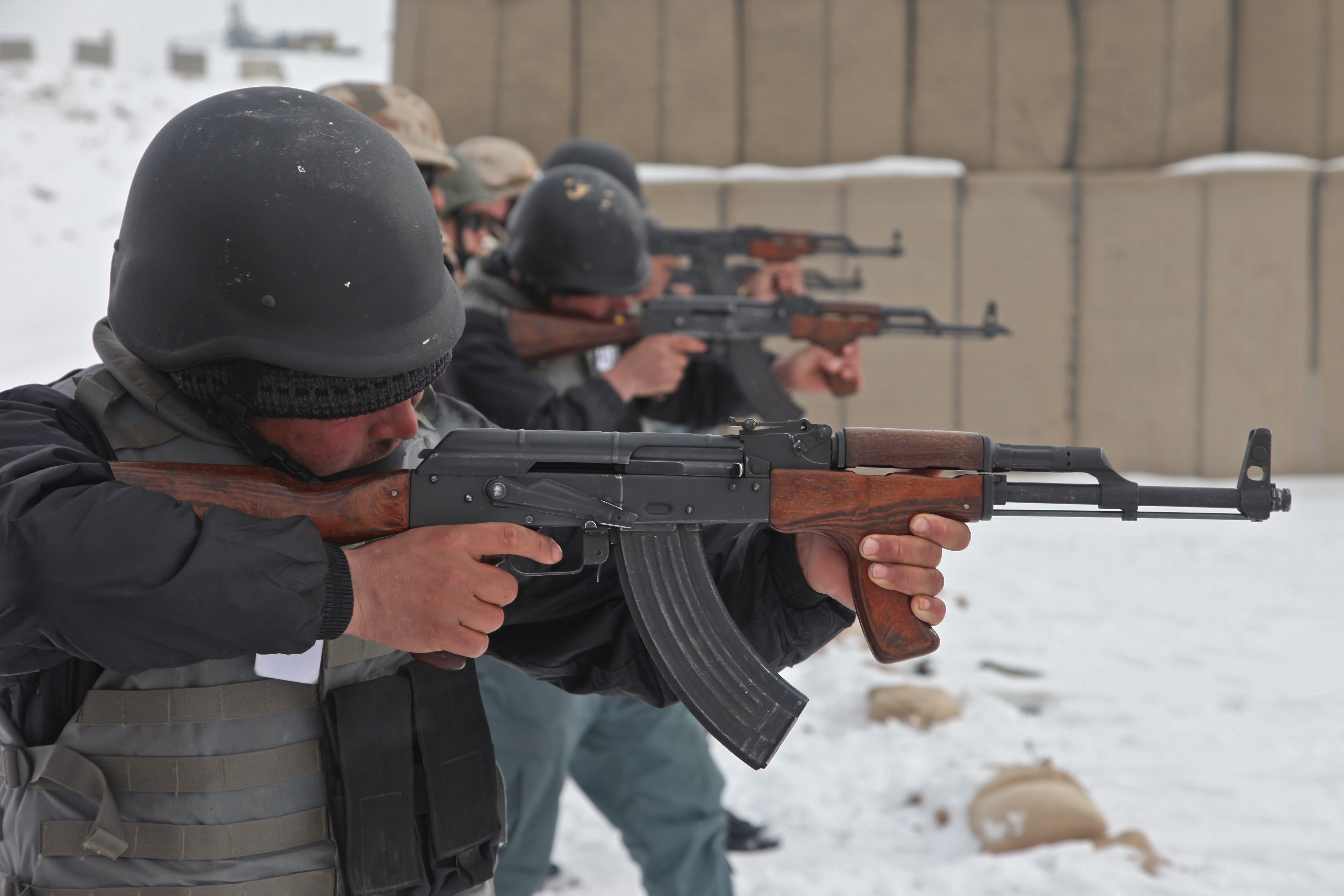
Soldați afgani echipați cu PM Md. 1965.
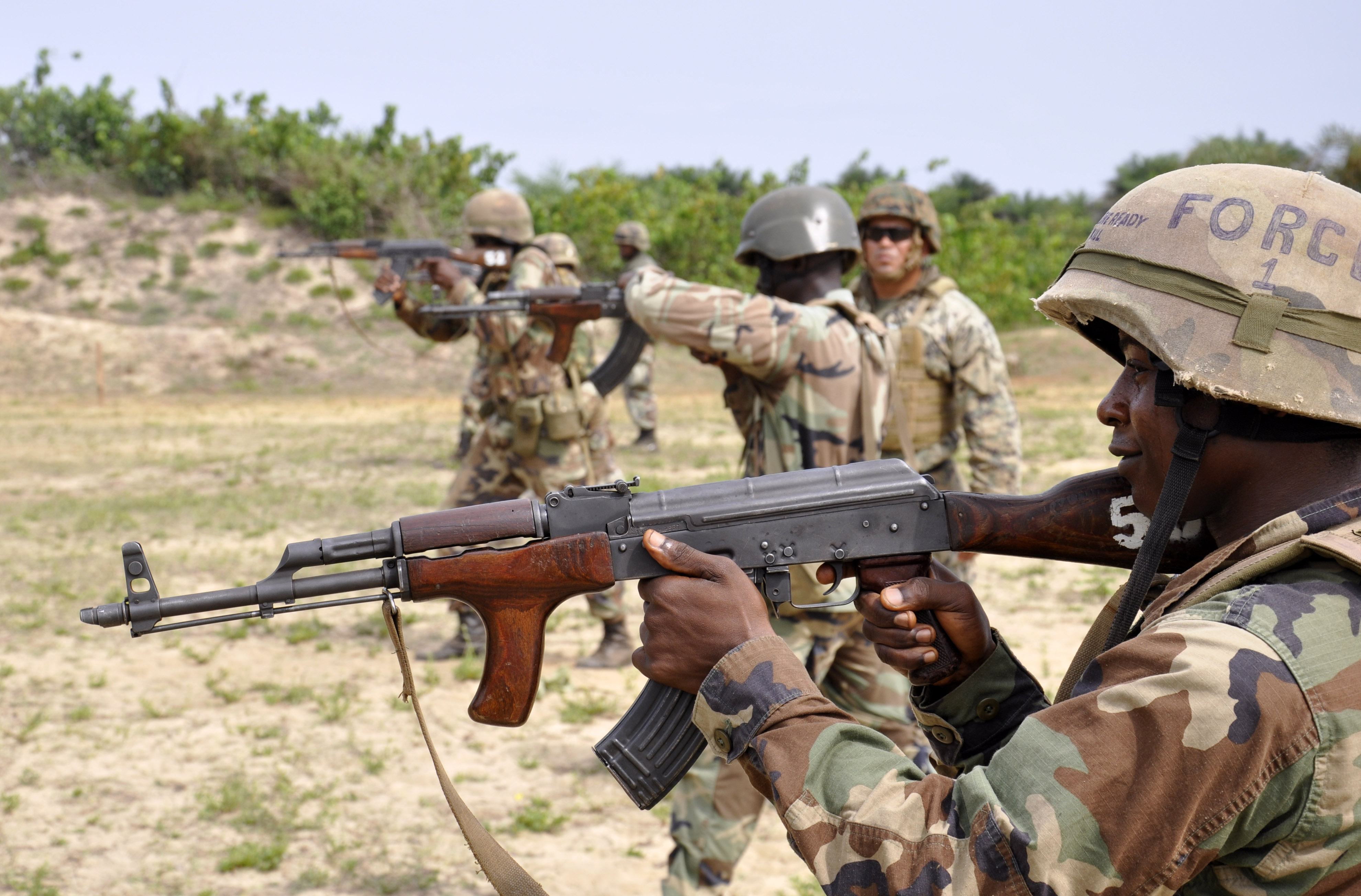
Soldați liberieni cu automate PM Md. 1963.
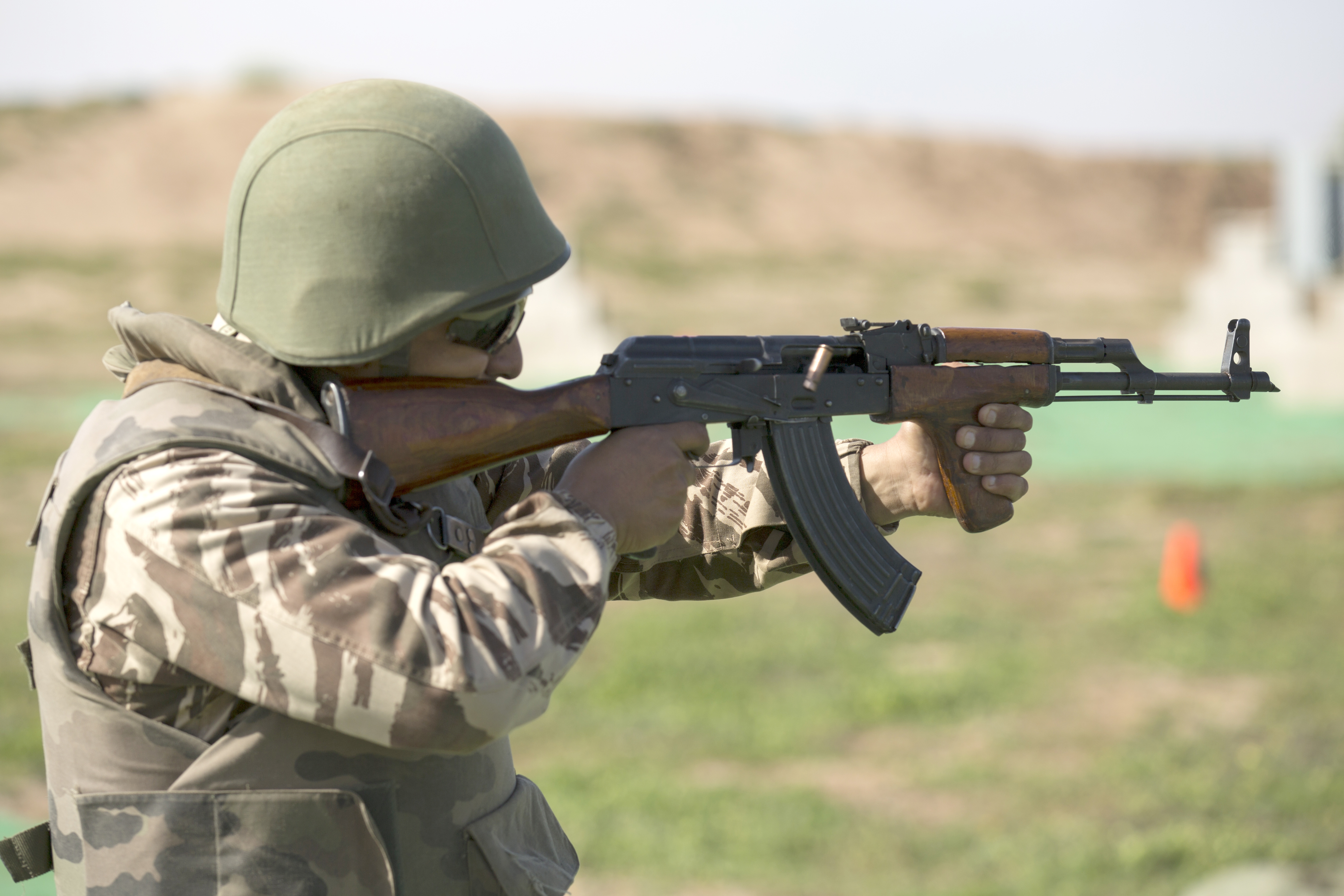
Un soldat marocan dotat cu PM Md. 1963 (2017).
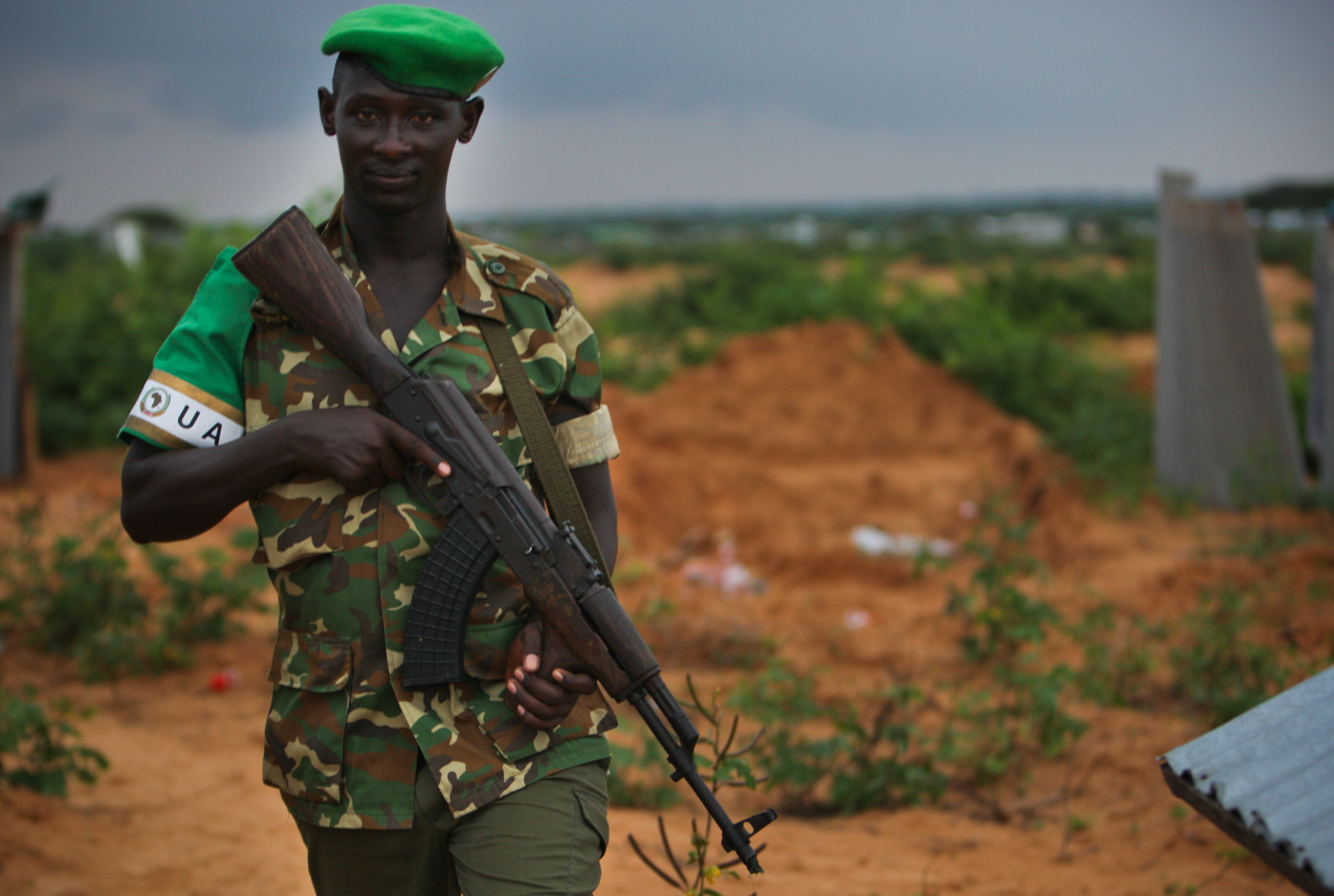
Un soldat burundian dotat cu PM Md. 1963 într-o misiune de menținere a păcii din Somalia.
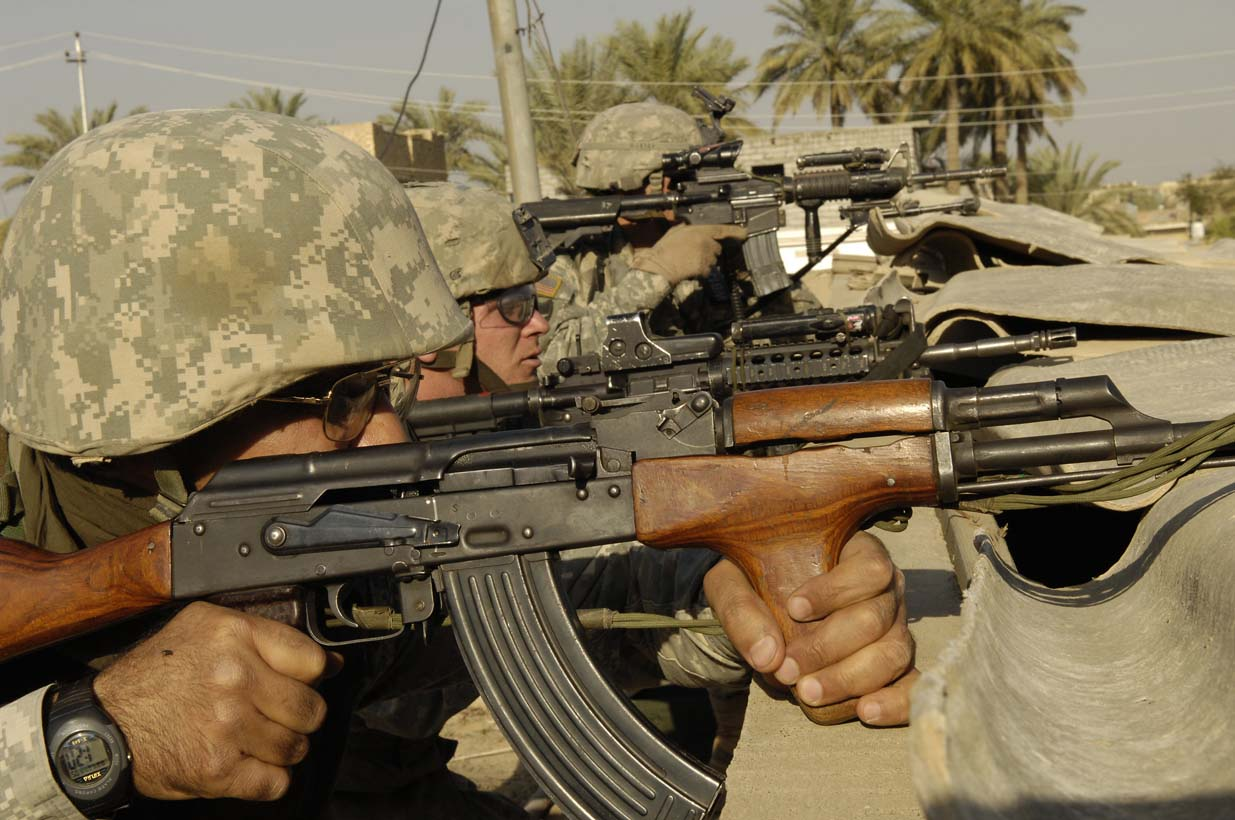
Un soldat american dotat cu PM Md. 1963 într-o misiune de menținere a păcii în Irak.